# Giáo hoàng Biển Đức III
Biển Đức III hoặc Bênêđictô III (Latinh: Benedictus III) là vị giáo hoàng thứ 104 của Giáo hội Công giáo. Theo niên giám Tòa Thánh năm 1806 thì ông đắc cử Giáo hoàng năm 856 và ở ngôi Giáo hoàng trong 2 năm 6 tháng và 10 ngày. Niên giám tòa thánh năm 2003 xác định triều đại của ngài bắt đầu từ ngày 29 tháng 9 năm 855 và kết thúc vào ngày 17 tháng 4 năm 858.
Biển Đức III sinh tại Rôma. Ông được dân chúng yêu mến. Sau khi Giáo hoàng Leo IV qua đời Giáo hội trải qua một cơn khủng hoảng dữ dội. Lúc này xuất hiện ngụy Giáo hoàng Anastasius từ tháng 8 năm 855 tới tháng 9 năm 855. Benedictus III bị hoàng đế và Giáo hoàng giả Anastasius chống đối dữ dội. Ông đăng quang Giáo hoàng ngày 29.9.855.
Chính giữa 2 triều Giáo hoàng Lêô IV và Biển Đức III, những người bôi bác Giáo hội thời Trung Cổ, cũng như Tin Lành, phe Voltaire… đã chen vào thời đại Nữ Giáo hoàng Gioan, dài 2 năm. Ngày nay người ta chứng minh rằng: giữa hai triều Giáo hoàng này, chỉ có mấy tuần lễ. Có một đồng tiền Lamã mang hình Biển Đức III và Hoàng Đế Lôthariô (chết ngày 17/9/855), trong khi Đức Lêô IV qua đời ngày 17/7).
Ông đã cố gắng liên kết các phe nhóm khác nhau để chống lại quân Saracens và nhấn mạnh đến vai trò gia đình và nêu cao bí tích hôn phối. Trong thời này nền luân lý nơi tầng lớp vua chúa, vương tước, quan hầu xuống dốc và ngay cả trong hàng ngũ tu sĩ nam nữ. Ông đã mạnh tay chỉnh đốn lại. Ông là vị Giáo hoàng có học thức và rộng lượng dấn thân chủ yếu làm công việc từ thiện đối với người nghèo và đau ốm.
Biển Đức III là người thánh thiện, nhưng yếu đuối, 3 năm triều ông ghi dấu sự thoái bộ của quyền Giáo hoàng. Các Tổng Giám mục xứ Gaule lợi dụng để gia tăng sự tự trị của họ.
Nhưng ông có công phát hiện trong Giáo triều, một phó tế trẻ có hạng, là Nicôla, và chọn làm bí thư của mình. Giáo hoàng qua đời ngày 7 tháng 4 năm 858.